# Kévin Tresfield
Kévin Christophe Tresfield (Le François, 4 novembre 1988) è un calciatore francese, centrocampista dell'Eclair.

## Caratteristiche tecniche
È un trequartista.

## Carriera

### Club
Comincia a giocare nel Réveil-Sportif. Nel 2008 si trasferisce al New Club. Nel 2010 passa al Club Franciscain, in cui milita fino al 2016 e con cui vince due campionati e due Coupe de la Martinique. Nel 2016 viene acquistato dall'Eclair, squadra della seconda serie martinicana.

### Nazionale
Debutta in Nazionale il 30 settembre 2011, nell'amichevole Antigua e Barbuda-Martinica (1-0). Mette a segno la sua prima rete con la maglia della Nazionale il 2 ottobre 2011, nell'amichevole Antigua e Barbuda-Martinica (1-2), siglando il gol del momentaneo 0-2.

## Palmarès

### Club

#### Competizioni nazionali
- Championnat de Division d'Honneur: 2

Club Franciscain: 2012-2013, 2013-2014
- Coupe de la Martinique: 2

Club Franciscain: 2012, 2015